# Herb Sierra Leone
Herb Sierra Leone został opracowany przez brytyjskie College of Arms, uznawane za autorytet w dziedzinie heraldyki i zaakceptowany jako godło państwowe Sierra Leone w 1960. 
Na tarczy herbu przedstawiono lwa stąpającego w zielonym polu o zygzakowatym kształcie górnego obrzeża. Symbolizuje on Góry Lwie, od których państwo wzięło swą nazwę. Nad lwem w białym polu umieszczono trzy płonące pochodnie, symbolizujące oświatę i postęp. W podstawie herbu błękitne fale symbolizujące Ocean Atlantycki, nad którego brzegiem leży Sierra Leone. Trzymaczami herbu są dwa wspięte lwy, nawiązując do nazwy kraju, bo lwy obecnie (2005) w Sierra Leone nie występują. Trzy główne kolory godła: zieleń, biel i błękit zostały użyte na fladze Sierra Leone. Zieleń symbolizuje rolnictwo i zasoby naturalne, błękit – ocean i port Freetown, a biel – sprawiedliwość i jedność. W podstawie na wstędze wypisano motto kraju: "Unity, freedom, justice" (Jedność, wolność, sprawiedliwość).